# Gondanggunung
Gondanggunung is een bestuurslaag in het regentschap Tulungagung van de provincie Oost-Java, Indonesië. Gondanggunung telt 1274 inwoners (volkstelling 2010).